# Krakovčice
Krakovčice jsou malá vesnice, část obce Žimutice v okrese České Budějovice v Jihočeském kraji. Nachází se asi 2,5 kilometru severovýchodně od Žimutic. Je zde evidováno 19 adres. V roce 2011 zde trvale žilo 31 obyvatel.
Krakovčice jsou také název katastrálního území o rozloze 1,6 km².

## Historie
První písemná zmínka o vesnici pochází z roku 1530.

## Obyvatelstvo
| Rok            | 1869 | 1880 | 1890 | 1900 | 1910 | 1921 | 1930 | 1950 | 1961 | 1970 | 1980 | 1991 | 2001 | 2011 | 2021 |
| -------------- | ---- | ---- | ---- | ---- | ---- | ---- | ---- | ---- | ---- | ---- | ---- | ---- | ---- | ---- | ---- |
| Počet obyvatel | 109  | 99   | 109  | 91   | 103  | 95   | 103  | 76   | 77   | 66   | 61   | 52   | 42   | 31   | 31   |
| Počet domů     | 12   | 14   | 15   | 17   | 17   | 17   | 18   | 21   | 16   | 15   | 15   | 17   | 18   | 18   | 18   |

## Obecní správa
Při sčítání lidu v letech 1850–1924 Krakovčice byly osadou obce Bečice v okrese Týn nad Vltavou. V letech 1924–1943 byly samostatnou obcí v okrese Týn nad Vltavou. V letech 1943–1945 byly osadou obce Žimutice, ale v letech 1945–1964 byly uváděny znovu jako obec, se kterým patřily nejprve do okresu Týn nad Vltavou, ale od roku 1960 v okrese České Budějovice. Od 14. června 1964 jsou opět částí obce Žimutice v okrese České Budějovice.

## Galerie

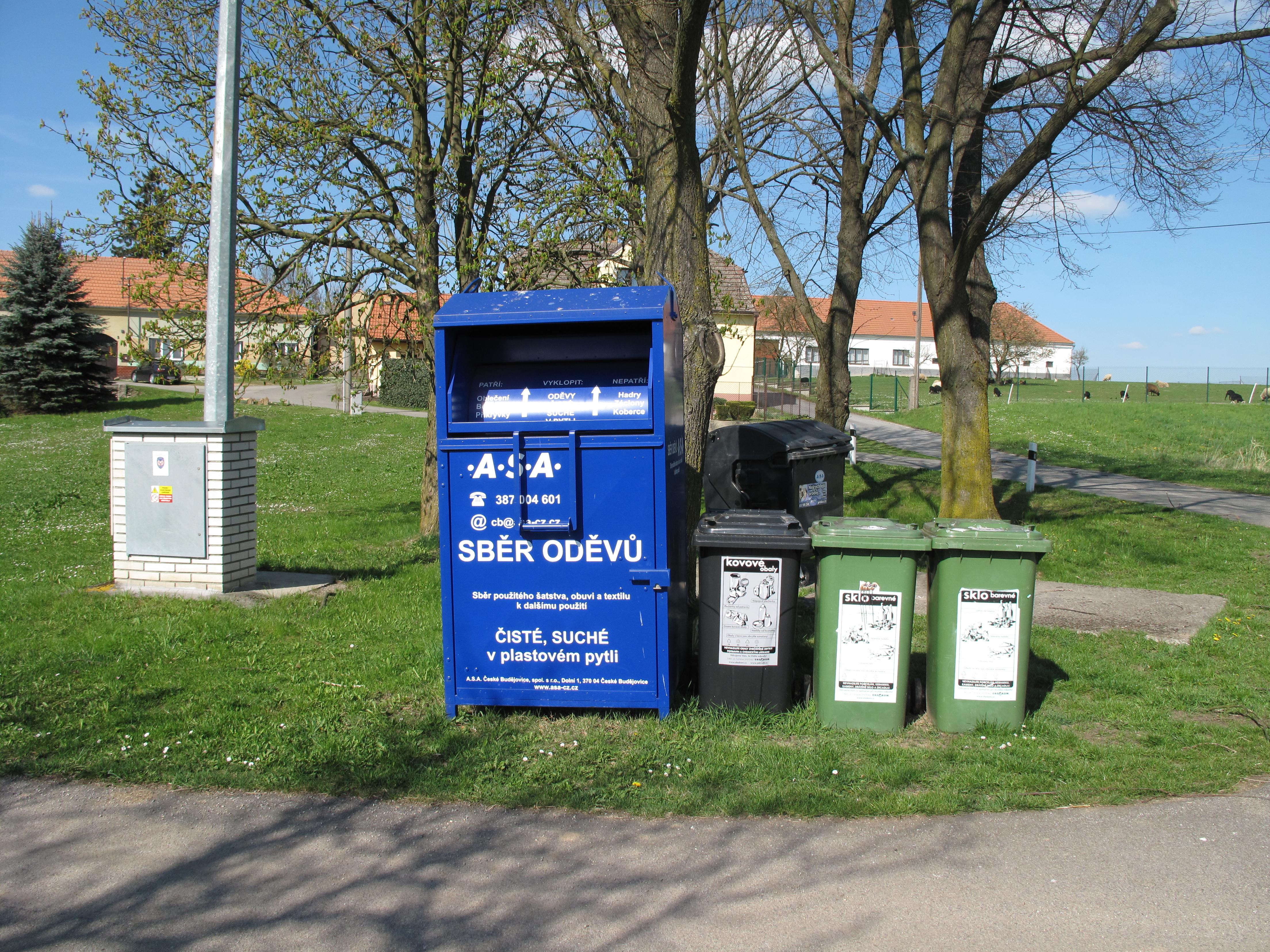
Kontejnery
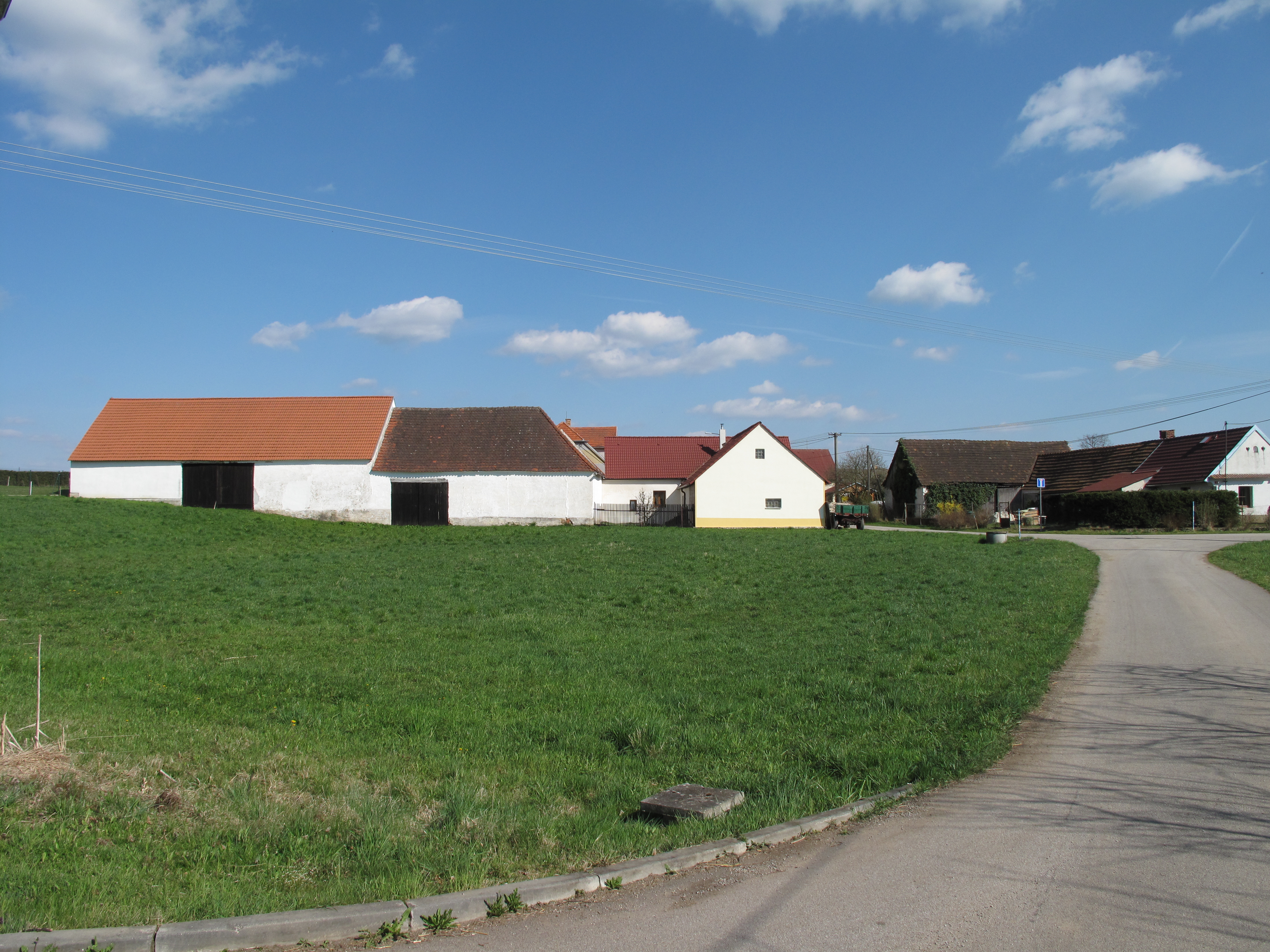
Stodoly